# Bohnenberger (cràter)
Bohnenberger és un cràter d'impacte de la Lluna que es troba prop de la vora de l'est de la Mare Nectaris, als contraforts de la serralada que forma el perímetre dels Montes Pyrenaeus. Cap a l'est, més enllà de les muntanyes, es troba el gran cràter Colombo.

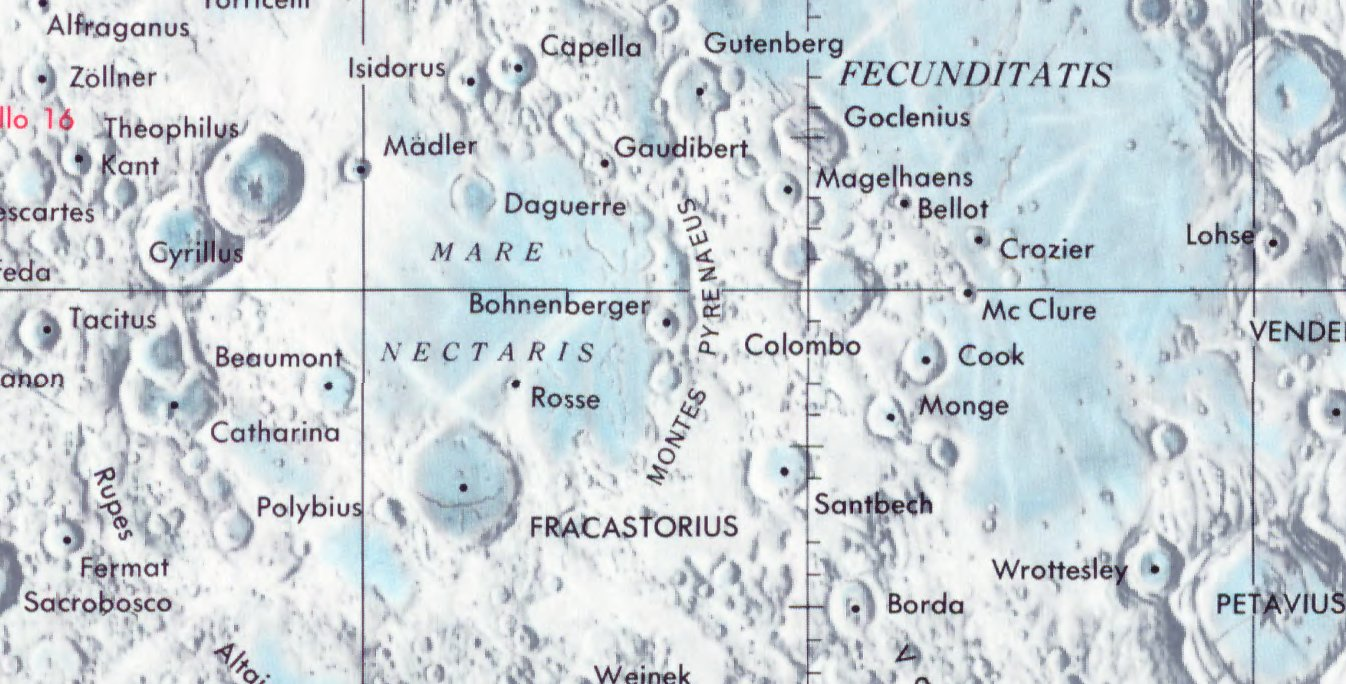
Localització de Bohnenberger (centre de la imatge)
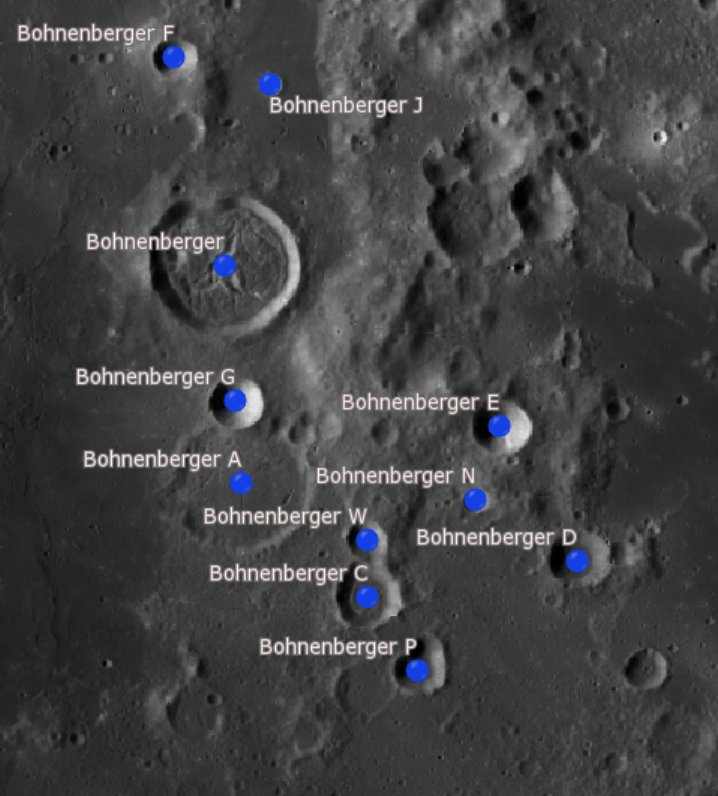
Cràters satèl·lit
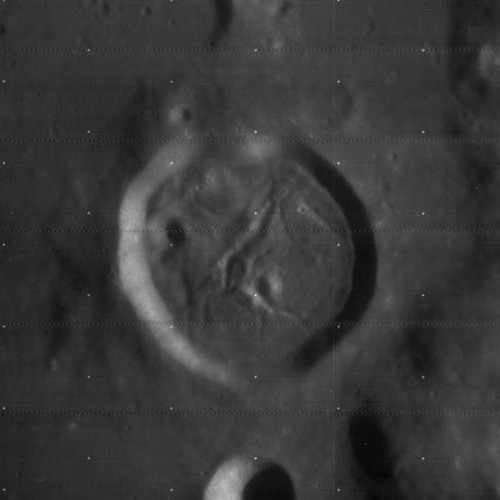
Imatge del Lunar Orbiter 4

El cràter té una vora baixa al llarg de la paret nord, amb un sòl una mica irregular, i una cresta que el travessa. Hi ha un petit cràter al llarg de la paret interior occidental.

## Cràters satèl·lit
Per convenció aquests elements són identificats en els mapes lunars posant la lletra en el costat del punt central del cràter que està més proper a Bohnenberger.
| Bohnenberger | Coordenades                          | Diàmetre |
| ------------ | ------------------------------------ | -------- |
| A            | 17° 48′ S, 40° 06′ E / 17.8°S,40.1°E | 30 km    |
| C            | 18° 30′ S, 41° 06′ E / 18.5°S,41.1°E | 16 km    |
| D            | 18° 18′ S, 42° 36′ E / 18.3°S,42.6°E | 14 km    |
| E            | 17° 24′ S, 42° 06′ E / 17.4°S,42.1°E | 13 km    |
| F            | 14° 42′ S, 39° 36′ E / 14.7°S,39.6°E | 10 km    |
| G            | 17° 12′ S, 40° 06′ E / 17.2°S,40.1°E | 12 km    |
| J            | 14° 48′ S, 40° 18′ E / 14.8°S,40.3°E | 5 km     |
| N            | 17° 54′ S, 41° 54′ E / 17.9°S,41.9°E | 6 km     |
| P            | 19° 06′ S, 41° 24′ E / 19.1°S,41.4°E | 11 km    |
| W            | 18° 12′ S, 41° 06′ E / 18.2°S,41.1°E | 10 km    |